# Marcelo Tavares Silva
Marcelo Tavares Silva (São Luís, 20 de setembro de 1971) é um advogado e político brasileiro. Foi deputado estadual (1995–2021), presidente da Assembleia Legislativa (2009–2011) e secretário da Casa Civil no Maranhão. Atualmente é conselheiro do Tribunal de Contas do Estado do Maranhão.

## Biografia
Filho de Denizard Almeida (já falecido) e de Ana Silvia Tavares Silva, Marcelo Tavares Silva nasceu em São Luís, no dia 20 de setembro de 1971. É casado com Silvana Leal e pai de duas filhas. Bacharel em Direito, formado pela Universidade Federal do Maranhão (UFMA)

## Carreira política

### Deputado estadual
Foi Secretário Adjunto da Gerência de Desenvolvimento Regional de Viana de 1992 a 2002.
Em 1994, foi eleito, pelo PRP, deputado estadual, o mais jovem.
Em 2002, foi coordenador de José Reinaldo Tavares, que foi reeleito, além de secretário de Estado de Desenvolvimento Social.
Foi secretário de Estado de Articulação Política de 2002 a 2006.
Em 2006, candidatou-se à deputado estadual pelo Partido Socialista Brasileiro (PSB), sendo eleito. No segundo turno, apoiou Jackson Lago.

### Presidente da Assembleia Legislativa (2009-2011)
Em 2008, foi eleito presidente da Assembleia Legislativa, para o biênio (2009–2011).
Em 2009, tomou posse como presidente da Assembleia Legislativa, sucedendo João Evangelista. 
Em 2010, foi reeleito deputado estadual pelo Partido Socialista Brasileiro (PSB).

### Secretário da Casa Civil (2015-2018)
Em 2014, ele não concorreu para deputado estadual. No mesmo ano, ele foi coordenador da transição para Flávio Dino. No segundo turno, ele apoiou a reeleição de Dilma Rousseff.
Em 2015, ele assumiu o cargo de secretário da Casa Civil, ficando no posto de 2015 a 2018. Em 2018, Tavares é reeleito deputado estadual pelo PSB. Retornou ao cargo de secretário da Casa Civil, onde ficou até agosto de 2021.

### Conselheiro do TCE-MA (2021-atualidade)
No dia 27 de agosto de 2021, Tavares é indicado a uma vaga do Tribunal de Contas do Estado do Maranhão, tendo seu nome aprovado em uma sabatina na ALEMA, feita em 30 de agosto. Em 2 de setembro, Tavares toma posse no Tribunal. Com isso, sua vaga na Assembleia passa a ser ocupada pelo suplente Ariston Ribeiro (Republicanos).

## Vida pessoal
Marcelo é casado com Silvana Leal Silva, com quem tem duas filhas. Seu tio José Reinaldo Tavares foi governador e deputado federal.